# Maria Domenica Castellone
Maria Domenica Castellone detta Mariolina (Villaricca, 3 aprile 1975) è una politica e medico italiana, dal 2018 senatrice della Repubblica per il Movimento 5 Stelle, di cui è stata capogruppo dal 2021 al 2022, e dal 19 ottobre 2022 vicepresidente del Senato della Repubblica.

## Biografia
Nata il 3 aprile 1975 a Villaricca, in provincia di Napoli, fin da adolescente è stata particolarmente attiva in progetti di volontariato. Si è laureata in medicina e chirurgia con summa cum laude all’Università degli Studi di Napoli Federico II nel 2000, conseguendo poi nello stesso istituto il titolo di dottore di ricerca in Oncologia ed Endocrinologia molecolare, completando il dottorato di ricerca in tre anni e mezzo negli Stati Uniti d'America.
Dal 2002 al 2005 ha lavorato come visiting scientist, in Oncologia Molecolare, presso il laboratorio di Silvio Gutkind, Oral and Pharyngeal Cancer Branch, al National Institute of Dental and Craniofacial Research, del National Institutes of Health di Bethesda (Maryland) negli Stati Uniti d'America.
Nel 2006 assume l'incarico di ricercatrice del Consiglio Nazionale delle Ricerche all'Istituto di Endocrinologia e Oncologia Sperimentale (IEOS) di Napoli.
Dal 2011 al 2016 ha lavorato come docente a contratto di Patologia Generale presso l'Università Federico II di Napoli; nel 2015 viene nominata Cultore della materia in Patologia Generale presso la facoltà di Biotecnologie della Federico II. Nel 2016 viene abilitata alle funzioni di professore universitario di seconda fascia.
Ha ricevuto diversi riconoscimenti scientifici per i suoi studi come il premio Giovani Ricercatori Fondazione Guido Berlucchi per la Ricerca sul Cancro, premio Cecilia Cioffrese Fondazione Carlo Erba, Premio Schlecter e Cescatti di Ricerca Oncologica Fondazione Trentina per la Ricerca sui Tumori, Premio Internazionale Gaetano Salvatore per la Fisiopatologia della Tiroide Accademia Nazionale dei Lincei.

## Attività politica

### Elezione a senatrice

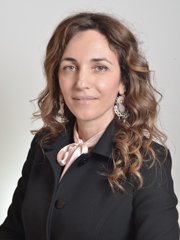
Maria Domenica Castellone eletta senatrice nel 2018

Iscritta al Movimento 5 Stelle (M5S) sin dalla sua nascita, alle elezioni politiche del 2018 viene candidata al Senato della Repubblica nel collegio uninominale Giugliano in Campania per il M5S; alla tornata elettorale viene eletta senatrice nell'uninominale con il 53,42% dei voti e sconfiggendo le candidate del centro-destra, in quota Forza Italia, Flora Beneduce (28,97%) e del centro-sinistra, in quota Partito Democratico, Giovanna Palma (11,92%).
Nella XVIII legislatura della Repubblica è stata vice-presidente del gruppo parlamentare del Movimento 5 Stelle al Senato dal 3 luglio 2018 al 30 ottobre 2019 e dal 12 novembre 2020 al 9 novembre 2021, componente delle commissioni parlamentare Affari esteri ed emigrazione, Istruzione pubblica, beni culturali, Igiene e sanità, membro della Commissione straordinaria per il contrasto dei fenomeni di intolleranza, razzismo, antisemitismo e istigazione all'odio e alla violenza, presieduta da Liliana Segre, e quella del Comitato parlamentare Schengen, Europol e immigrazione.

### Capogruppo M5S al Senato
All'interno del Movimento 5 Stelle è vicina a Luigi Di Maio, ormai ex capo politico del M5S e ministro degli esteri nel governo Draghi, tanto che in vista del rinnovo dei gruppi parlamentari M5S del 2021 si candida come capogruppo M5S al Senato, contro l’uscente Ettore Licheri per quanto la Castellone stessa sottolineare che non sia un vero e proprio scontro, e il 10 novembre, dopo un iniziale pareggio nel primo turno di votazione con Licheri, esito per cui il presidente del M5S Giuseppe Conte cerca a una mediazione, viene eletta capogruppo M5S al Senato. In seguito diventa uno dei nuovi volti del M5S, anche nella televisione, dopo la scissione di Di Maio, di cui ne ha criticato la scelta, e lo strappo del M5S col governo Draghi, di cui ne ha annunciato la scelta di non partecipare al voto di fiducia.

### Vicepresidente del Senato
Alle elezioni politiche anticipate del 25 settembre 2022 viene ricandidata per il Senato nel collegio uninominale Campania - 05 (Giugliano in Campania), oltreché come capolista nel collegio plurinominale Campania - 01, venendo rieletta nell'uninominale con il 44,85% dei voti, superando la candidata del centro-destra, in quota Fratelli d'Italia, Elena Scarlato (29,26%) e del centro-sinistra, in quota Impegno Civico, Davide Crippa (17,89%), ex capogruppo M5S alla Camera dei deputati.
Il 19 ottobre 2022 viene eletta vicepresidente del Senato della Repubblica per la XIX legislatura della Repubblica con 68 voti, e nel corso della legislatura, oltre ad essere componente della 5ª Commissione Bilancio. Castellone è nota per il suo costante impegno su diverse tematiche di interesse nazionale, quali il potenziamento della sanità e la tutela del diritto alla salute dei cittadini.
Durante l'approvazione della legge di Bilancio 2023 si è battuta per denunciare la mancanza di volontà da parte del governo Meloni, nel trovare fondi sufficienti per il finanziamento del Piano Oncologico Nazionale. Si è poi distinta per la sua posizione contro l'autonomia differenziata, ritenuta foriera di disuguaglianze.